# Chris Kinda
Chris Kinda (* 9. Februar 1999 in Usakos) ist ein paralympischer namibischer Leichtathlet in der Kategorie T11 bzw. T21.
Er gewann bei den Para-Leichtathletik-Weltmeisterschaften 2024 im japanischen Kōbe, mit Begleitläufer Riwaldo Goagoseb, in 52,35 Sekunden Gold über die 400 Meter.
Kinda nahm an den Sommer-Paralympics 2024 in Paris über die 100 und 400 Meter teil, schied aber über beide Distanzen jeweils im Halbfinale aus.